# The Long Christmas Dinner

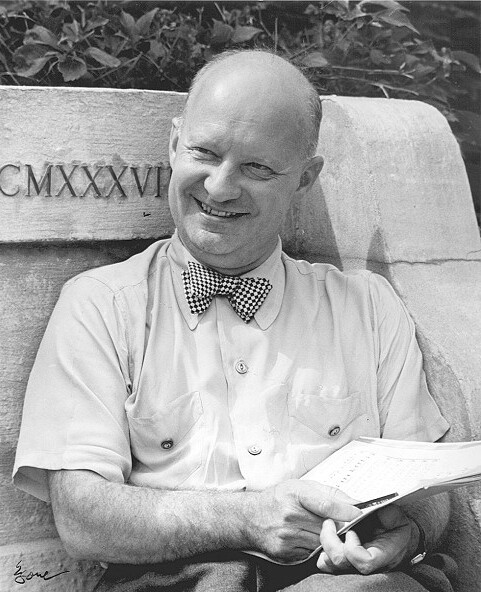
Paul Hindemith

The Long Christmas Dinner (Den långa julmåltiden) är en opera i en akt med musik av Paul Hindemith och engelskt libretto av Thornton Wilder efter hans pjäs med samma namn.

## Historia
Hindemiths sista opera har ett libretto på engelska och var ett nära samarbete mellan Hindemith och Wilder, som överförde sin egen korta pjäs till Hindemiths egna specifikationer. Speltiden är endast en timme och därför försökte Hindemith övertala olika kända författare att skriva ett libretto till ett annat verk som kunde uppföras i anslutning till den, men planen förverkligades aldrig. Operan hade först premiär på tyska i Hindemiths egen översättning den 17 december 1961 i Mannheim under titeln Das lange Weihnachtsmal. Den engelska premiären skedde den 13 mars 1961 på Juilliard School i New York med Hindemith själv som dirigent.

## Personer
- Lucia (sopran)
- Lucia II (sopran)
- Leonora (sopran)
- Mother Bayard (kontraalt)
- Ermengarde (kontraalt)
- Geneviève (mezzosopran)
- Charles (tenor)
- Roderick (baryton)
- Roderick II (tenor)
- Sam (baryton)
- Brandon (bas)
- Nursemaid (mezzosopran)

## Om operan
Genom konversationer vid julbordet skildras familjen Bayards sorger och glädjeämnen under 90 år mellan 1840 och 1930. Nya generationer "föds" genom en sidodörr och gör sina uttåg genom en annan dörr. Operan är skriven för 11 solister och kammarorkester. 